# Мотопланер

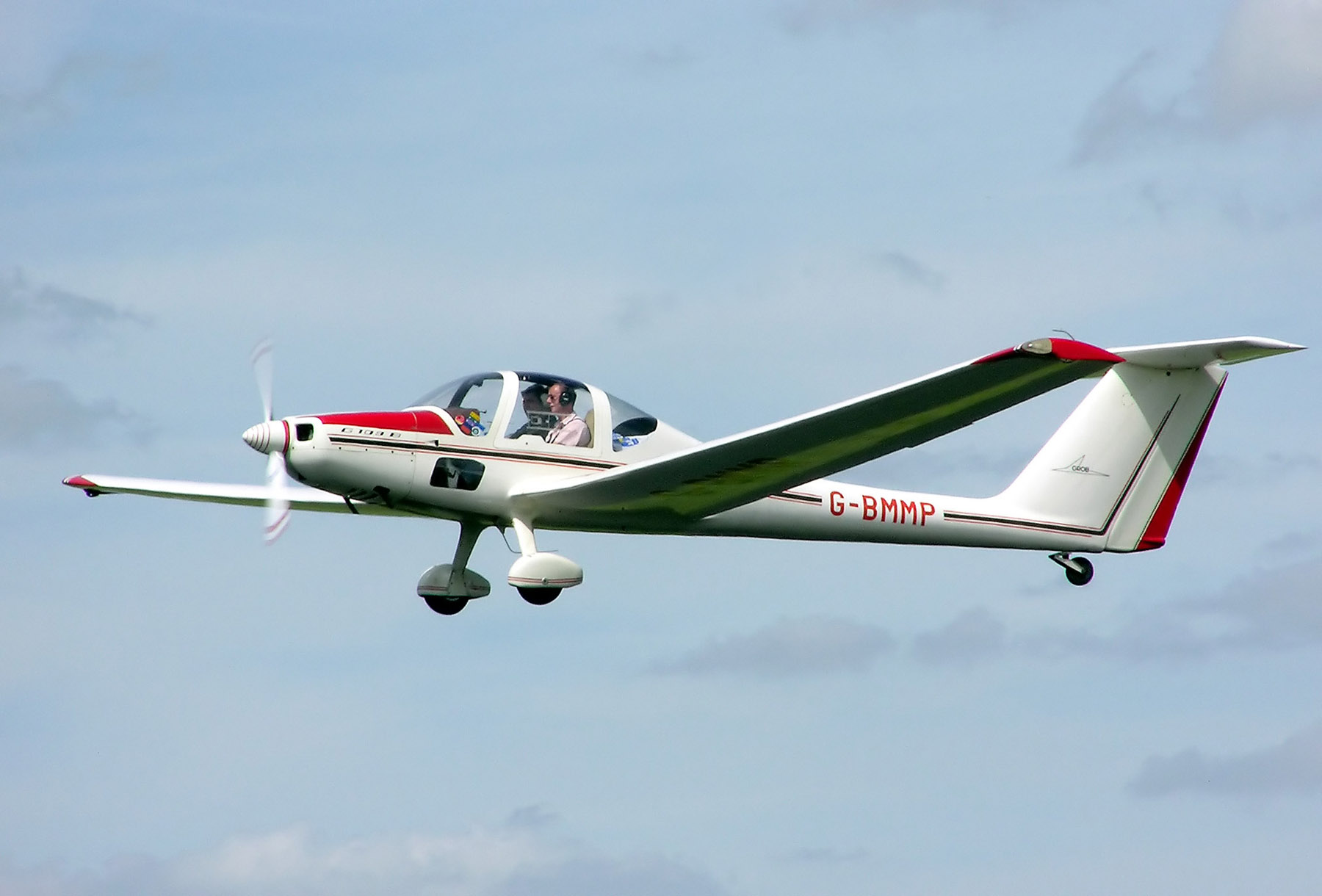
Grob G109B, туристський мотопланер

Мотопланер — це планер обладнаний двигуном. Міжнародна авіаційна федерація його визначає як «літак здатний на тривалий планеруючий політ без використання двигуна, яким він оснащений».

## Принцип
Не маючи двигуна, планер залежить від допоміжних засобів (лебідки або літака-буксирувальника), щоб забезпечити зліт та початковий підйом. Оснащений двигуном, тобто гвинтомоторною групою (двигун + гвинт), яка призначена не використовуватися постійно, планер здобуває певну незалежність, яка може дозволити йому уникнути ризикованих ситуацій, таких як посадка в полі.
Додатковий двигун збільшує масу пристрою, і, в більшості випадків, його лобовий опір. Літальні якості апарату цього типу менш хороші, ніж у планера таких самих геометричних характеристик. Однак ця ідея спростовується літальними якостями мотопланерів останнього покоління, особливо світовими рекордами польотів без двигуна, здійснені на мотопланері Клаусом Ольманом, Південна Америка.

## Типологія
Існують кілька класифікацій:
- залежно від регламентації: залежно від маси пристрою та потужності двигуна, мотопланер може бути класифікований контрольними організаціями як планер, надлегкий літальний апарат або легкий літак.
- залежно від його побудови: двигун може бути фіксований, маючи висувний пропелер або двигун може втягуватися. Двигун, як і на легкому літаку, може бути розміщений спереду або ззаду. Висувні двигуни найчастіше розташовані позаду кабіни пілота, пропелер тоді розміщується на пілоні, що може складатися.
- залежно від типу двигуна: більшість мотопланерів наразі (2014) оснащені поршневими двигунами з пропелером. Однак електричний двигун або реактивний теж можуть використовуватися.
- залежно від наявної потужності: залежно від потужності двигуна, мотопланер може бути автономним при зльоті, дозволяти підйом або може бути використаний лише для продовження планеруючого польоту.

## Туристський мотопланер

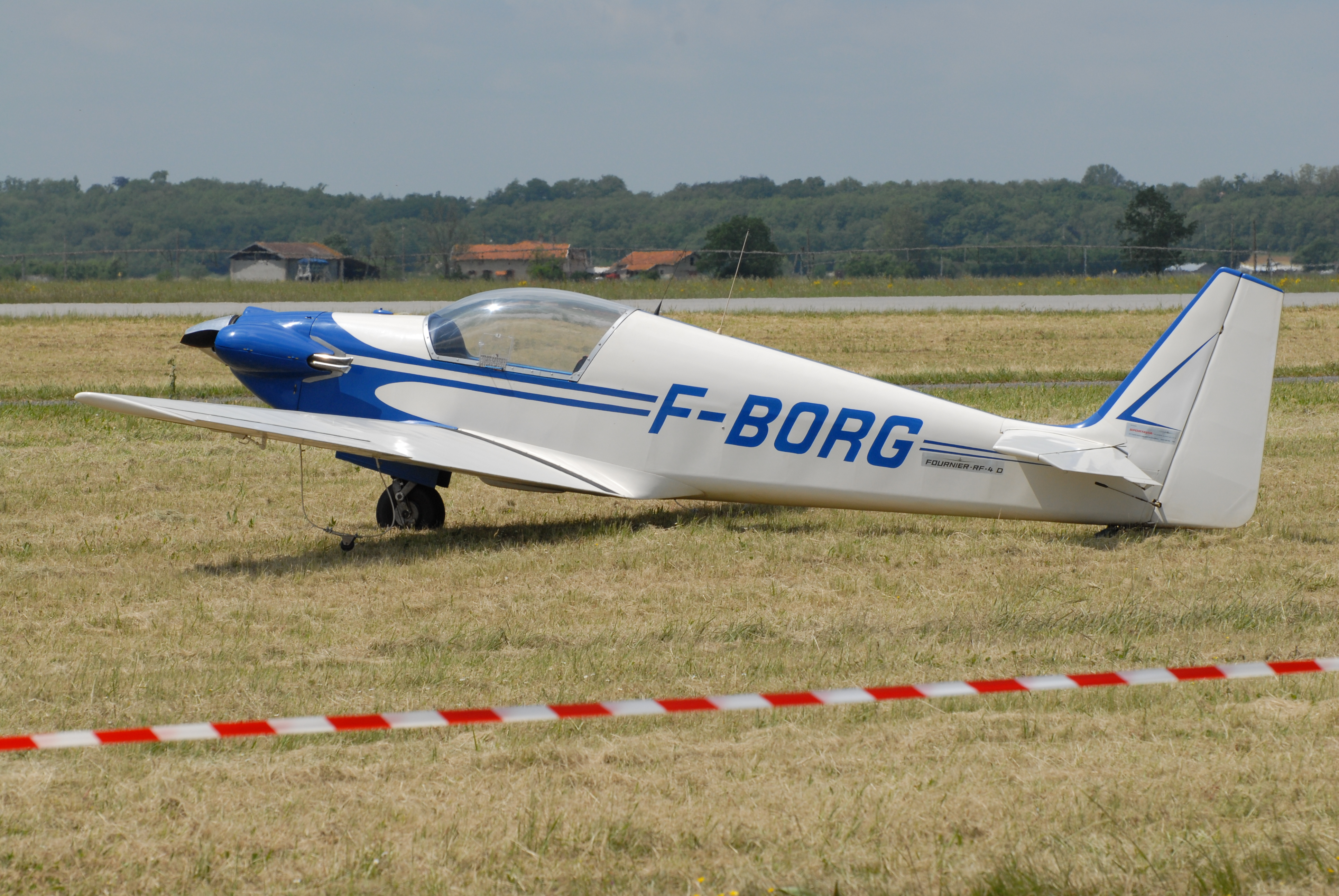
Фурньє RF-4

Мотопланери, що мають гвинтомоторну групу схожу на гвинтомоторну групу легких літаків (двигун спереду, не висувний гвинт), як правило, класифікуються як туристські мотопланери (клас TMG (Touring Motor Gliders)). Мотопланер може злетіти та летіти, як літак і летіти, як планер, при вимкненому двигуні. Великий розмах крил мотопланерів забезпечує їм аеродинамічні властивості у режимі планера, вищі, ніж аеродинамічні властивості легких літаків, але нижчі, ніж у звичайних планерів.
Багато мотопланерів оснащені крилами, що складаються, щоб вони могли входити в невеликі ангари для стандартних літаків. Мотопланер повинен мати можливість злетіти самостійно, оскільки він не обладнаний гачком, щоб дозволити його зліт буксируванням або лебідкою, як звичайний планер. Конфігурація шасі мотопланерів така ж як в літаків із класичним шасі, з двома головними колесами, що дозволяє їхати, не потребуючи людини, щоб підтримувати горизонтально крило під час зльоту. Деякі мотопланери мають шасі велосипедного типу, осьове головне колесо, бічні колеса та кероване заднє колесо (наприклад Фурньє RF-3, RF-4, RF-5).
Через збільшений лобовий опір від зупиненого пропелера та шасі (коли воно не може втягуватися) мотопланери рідко використовуються в змаганнях. Одним із їхніх використань є навчання посадки в полі. Після зльоту двигун вимикається, стажист пілотує мотопланер як планер. Посадку в полі можна практикувати, тоді коли двигун працює на малих обертах. Якщо стажист вибирає неадекватне поле або помиляється в заході на посадку, інструктор може збільшити оберти двигуна, щоб відновити висоту.

## Автономний планер
На відміну від мотопланерів, більшість автономних планерів, як правило, оснащені гаками для буксирування та для лебідки. У них шасі, як у звичайних планерів, але, крім того, у них є невеличкі колеса на кінцях крил, щоб дозволити їздити по землі. Зазвичай використовувані двотактні двигуни погано адаптовані для функціонування на зменшеній потужності при крейсерському польоті. Таким чином, двигун використовується лише для підйому та крейсерського польоту, максимізуючи аеродинамічні властивості в режимі планера.

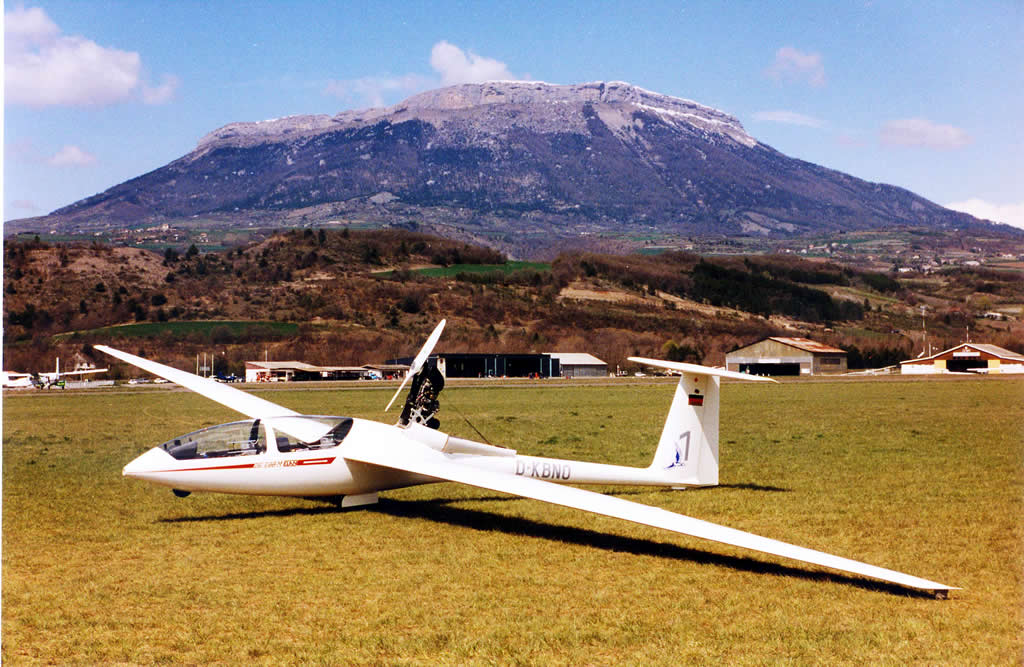
DG-505M-22.

Висувний гвинт зазвичай встановлюється на щоглі, яка піднімається вгору і виходить з фюзеляжу за кабіною. Фюзеляж має люки для двигуна, які автоматично відкриваються та закриваються, подібно до люків шасі. Двигун може бути розміщений в нижній або у верхній частині стійки. Деякі моделі мають двигун, розміщений у фюзеляжі; гвинт, встановлений на стійці або в передній частині планера, є висувним для зменшення шуму та лобового опору.

### Автономні планери з двигуном менше 30 к. с.
Автономні злегка моторизовані планери злітають, як звичайні планери, за допомогою лебідки або буксирування. Злетівши, вони можуть запустити двигун, щоб набрати висоту. Старі двигуни не були обладнані генератором або стартером, двигун запускався в польоті силою вітру, що діє на гвинт. Ці двигуни були оснащені декомпресором, керованим по кабелю, щоб полегшити обертання двигуна гвинтом при запуску.
Гвинт найчастіше є дволопатевого типу, лопаті не складаються; він може мати більше ніж дві лопаті, які складаються вздовж або в фюзеляжі після зупинки двигуна. Цей гвинт, як правило, встановлюється безпосередньо на двигуні, але деякі моделі, такі як DG1000T мають редуктор між колінчастим валом та гвинтом.
Двигуни мають двоциліндрові, двохтактні з повітряним або рідинним охолодженням в діапазоні потужності від 18 до 30 к.с. Вони легші та простіші у використанні, ніж двигуни мотопланерів.

### Автономні планери із двигуном більше 30 к. с.

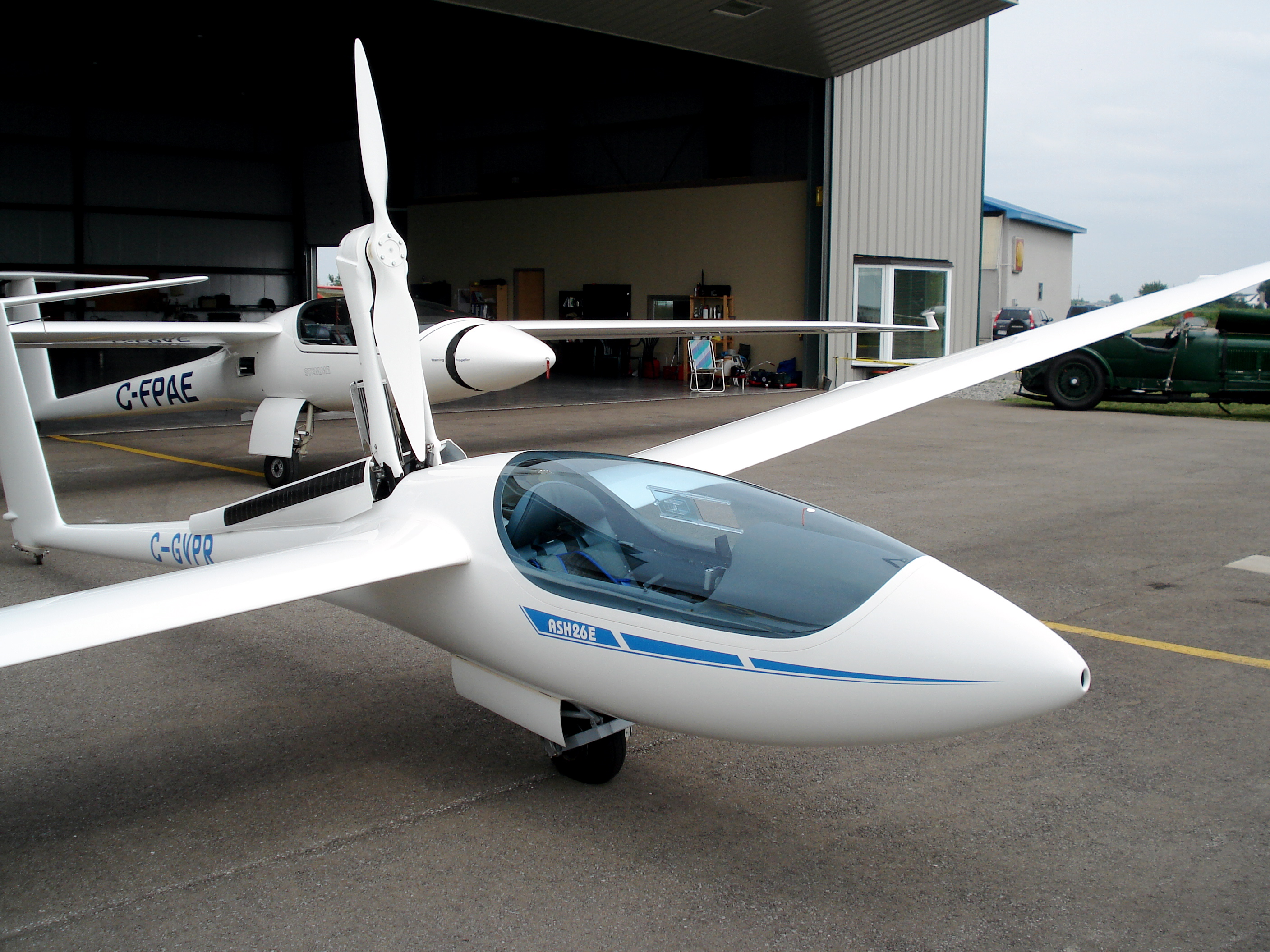
Alexander Schleicher ASH 26, з піднятою щоглою

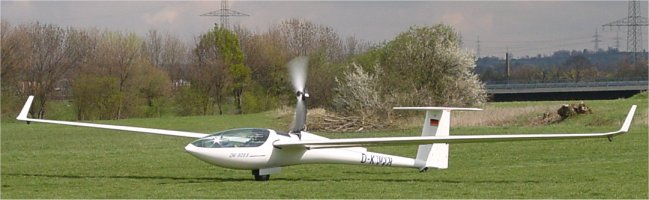
18 метровий DG-808B із піднятим пілоном

Потужність часто становить від 50 до 60 кінських сил. Тобто достатня потужність, щоб злетіти та набрати висоту; також можуть бути запущені як звичайні планери. Двигун оснащений стартером, акумулятором високої потужності, а іноді і генератором, щоб зарядити акумулятори. Гвинти часто дволопатеві та поєднані з двигуном ременевим редуктором.
На деяких моделях (наприклад, STEMME S-10) двигуни встановлені в фюзеляжі, і лише гвинт висувається. Це дозволяє поставити більший глушник для зменшення шуму, обмежити маси в русі і, перш за все, обмежити паразитичний лобовий опір через висунутий двигун. Це також дає змогу послабити ремені трансмісії двигуна в фюзеляжі, тим самим продовжити їх термін експлуатації, а також термін експлуатації підшипників.
Двигун — це 2-х тактний поршневий двигун, або двигун Ванкеля, який потребує рідинного охолодження з радіатором, котрий фіксується на пілоні.
Варіант автономного планера — це так званий «турбо» планер, потужність двигуна якого недостатня для зльоту, але достатня, щоб здійснити планеруючий політ, не втрачаючи висоти. Прикладом є Lak-17, оснащений невеликим двигуном Solo 23 к.с.

## Інші типи

### Центральний двигун, гвинт спереду
Гвинт STEMME S-10 може складатися у передній конус, з'єднаний валом трансмісії з двигуном, розміщеним за пілотами. Використовується двигун Rotax з рідким охолодженням.
Він має шасі класичного типу, що може складатися. Крила можуть складатися (необов'язково); Він не оснащений буксирним гачком. S10-VT має гвинт змінного кроку та турбінний двигун, що дозволяє йому літати на висотах до 9000 метрів.

### Електричний двигун

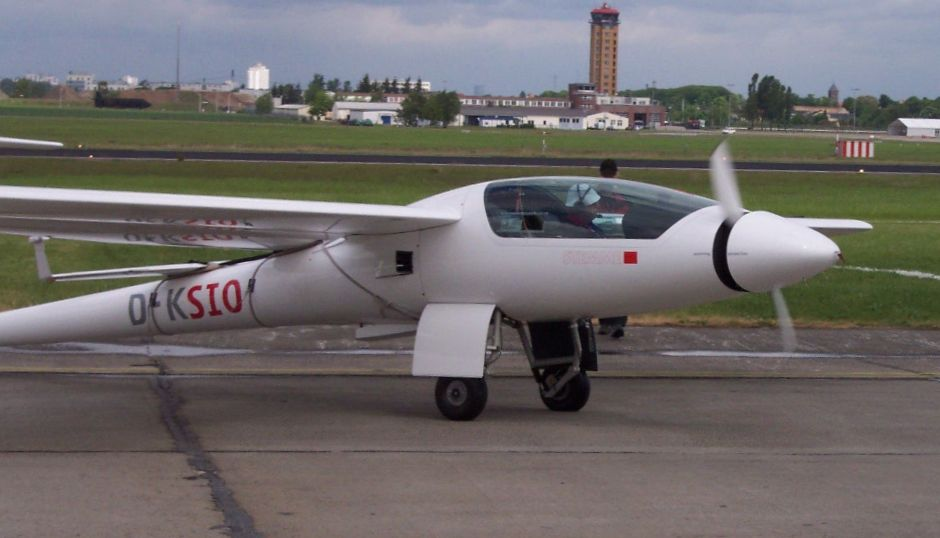
Stemme S10

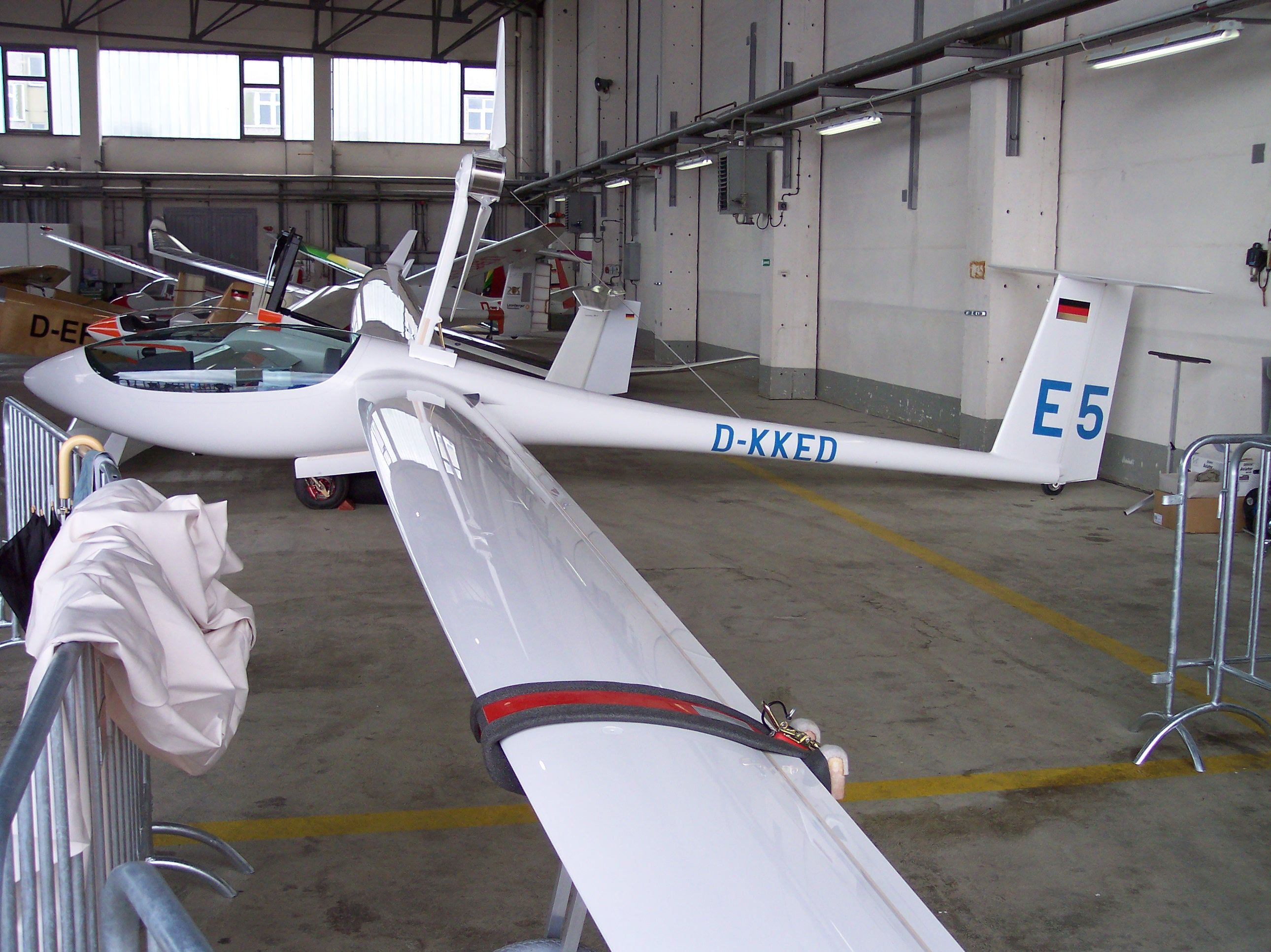
Antares 20

Хоча більшість автономних планерів приводяться в дію бензиновими двигунами кілька конструкторів і мотористів пропонують оптимізовані версії, які приводяться в дію електродвигунами:
- Lange Antares 20E;
- SILENT (класифікований, як надлегкий літальний апарат)[1];
- Alatus-ME (класифікований, як надлегкий літальний апарат, обладнаний двигуном Electravia;
- ElectroLight2[2] — мотопланер, надлегкий електричний літальний апарат Electravia ;
- E-Genius.
- Pipistrel Taurus, електрична версія якого стала в 2011 першим електричним двомісним літаком, що виготовлявся серійно.

### Реактивний двигун
Перший реактивний планер — це Fouga CM.8-R.13 «Sylphe». Це планер із розмахом крил 13 м і масою 435 кг, що містить реактивний двигун Turbomeca Piméné. Він здійснив свій перший рейс 14 липня 1949 року, пілотований Леоном Бурріо, але ніколи не вироблявся серійно.
Існує лише один планер, що виготовлявся серійно і мав реактивний двигун Caproni Vizzola Caproni A-21 Calif. Турбореактивний двигун встановлюється всередині фюзеляжу за крилами.
Модифікована версія мотопланера Alisport Silent-J була підготовлена для американських показових виступів, оснащений двома турбодвигунами AMT-USA AT-450, спочатку розробленими для зменшених моделей.
Німецька Akaflieg розробляє версію DG1000T з турбодвигунами.